# Зоряний шлях: Вояджер
«Зоряний шлях: Вояджер» (англ. Star Trek: Voyager) — четвертий науково-фантастичний телесеріал на основі всесвіту епопеї «Зоряний шлях» (англ. Star Trek), створений Ріком Берманом , Майклом Піллерів і Джері Тейлором.
Пілотний епізод, «Опікун» (англ. Caretaker) вийшов на екрани 16 січня 1995. Серіал тривав 7 сезонів, 170 епізодів. 23 травня 2001 було показано фінальний епізод, «Кінець гри» (англ. Endgame).
Сюжет оповідає про подорож космічного корабля «Вояджер», що внаслідок аномалії опинився за 70000 світлових років від дому. Шлях займе близько 70 років, однак екіпаж наважується пролетіти його, за можливості скорочуючи політ, досліджуючи нові цивілізації та борючись із загрозами.

## Сюжет

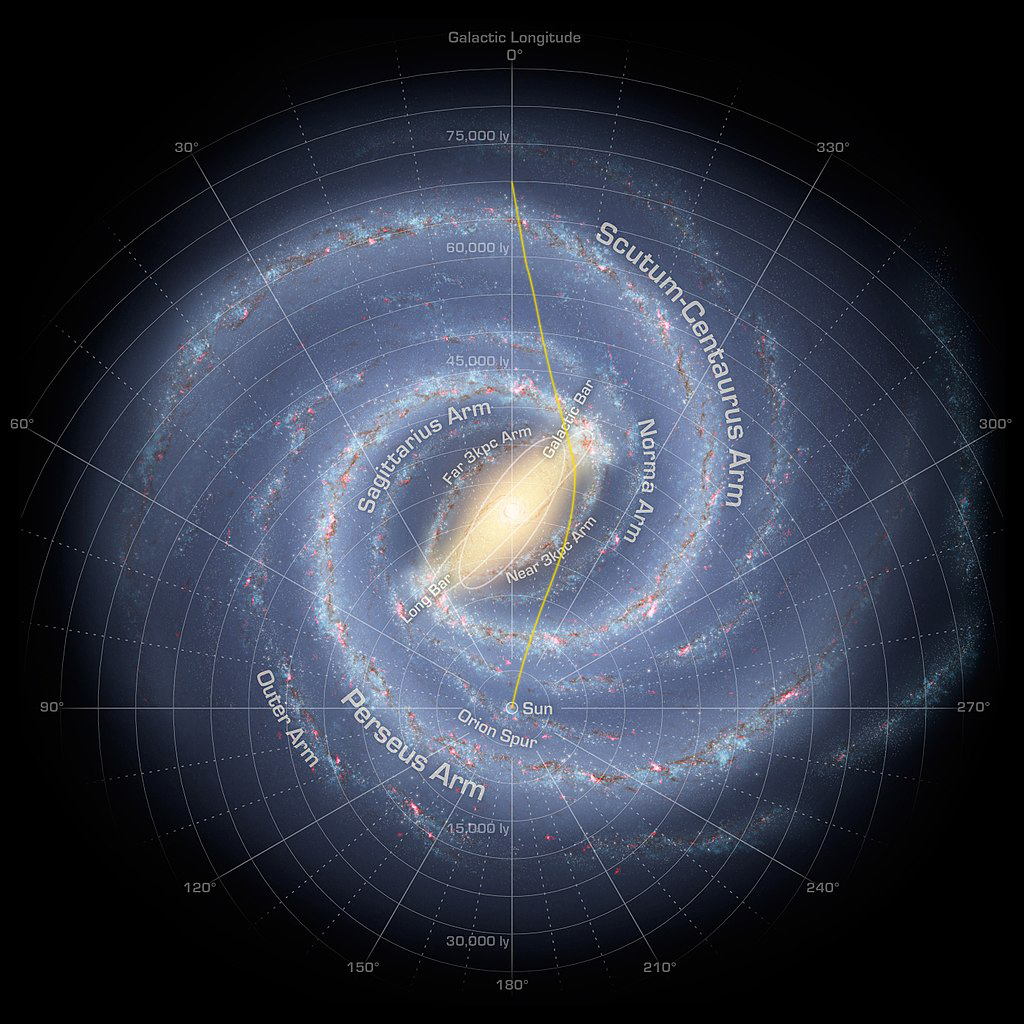
Шлях «Вояджера» крізь галактику

### Перший сезон
Після війни з Домініоном (події «Зоряний шлях: Глибокий космос 9») Федерація планет об'єдналася з колишніми ворогами кардасіанцями, що стало причиною терористичних рухів на кордонах. Новий космічний корабель Об'єднаної федерації планет «USS Вояджер NCC-74656» отримує в 2371 завдання знайти судно терористів з угрупування «Макі». Ціль знаходиться в регіоні аномального простору Альфа-квадранта галактики, відомому як Пустка. Через втручання таємничої істоти Опікуна обидва кораблі переносяться на 70000 світлових років на інший край галактики до його станції в Дельта-квадранті.
Екіпаж «Вояджера» на чолі з капітаном Кетрін Джейнвей змушений об'єднатися з «Макі», щоб знайти шлях додому, котрий займе понад 70 років. Спочатку обоє думають, що зможуть переконати Опікуна відправити їх назад. Місцеві грабіжники кейзони атакують прибулих, прагнучи отримати станцію. «Макі» жертвують своїм кораблем і переходять на «Вояджер». Опікун помирає, перед цим доручаючи знищити станцію, щоб кейзони не нашкодили з її технологіями цивілізації окампа, за якою Опікун наглядав. До команди приєднується окампа Кес, яка володіє телепатичними здібностями.
Дорогою додому корабель зустрічає місцеві цивілізації та відкриває нові природні явища. «Вояджеру» вдається знайти дрібний підпросторовий тунель до рідного Альфа-квадранта та зв'язатися з судном ромуланців. Однак, виявляється, що тунель веде також у минуле, тому прохід ним зашкодить відомому розвитку історії.
Екіпаж виявляє, що кейзони мають деякі технології Федерації, отже на борту «Вояджера» хтось передає їм інформацію. На корабель потрапляє інфекція, але її вдається подолати й продовжити політ.

### Другий сезон
«Вояджер» зустрічає різноманітні цивілізації Дельта-квадранта та продовжує зазнавати нападів кейзонів. Більшість зустрінених цивілізацій Дельта-квадранта менш розвинені за Федерацію планет і не можуть допомогти повернутися. Проте деякі тамтешні види знають про Альфа-квадрант і навіть Землю. Екіпаж знаходить наслідки власних колишніх дій та налаштовує стосунки між різними своїми представниками. «Вояджер» натрапляє на станцію істоти, аналогічної Опікунові, та вона звинувачує «Вояджер» у вбивстві Опікуна і після бою зникає. Завдяки кільком аномаліям термін прибуття додому вдається дещо скоротити. Корабель потрапляє в пастку, кейзони врешті захоплюють «Вояджер».

### Третій сезон
Завдяки голографічному лікарю корабель вдається повернути під контроль законного екіпажу. Після низки пригод вдається знайти червоточину в Альфа-квадрант, але вона дестабілізується. «Вояджер» виявляє сліди борґів у Дельта-квадранті, а скоро стикається з ними самими. Проте це виявляються борґи, внаслідок аварії від'єднані від войовничого колективного розуму. Це наштовхує на думку про те, що жертв Колективу борґів можливо врятувати й отримати від них допомогу. Подальший шлях пролягає володіннями Колективу, крізь які веде єдиний тунель, якого борґи уникають. Екіпаж «Вояджера» скоро розуміє, що ті бояться могутнього виду 8472. Задля проходження небезпечної території ухвалюється піти на тимчасовий союз із Колективом. Ні тим, ні тим, не вигідно воювати між собою, адже вид 8472 виглядає ворожим до всього життя в Дельта-квадранті.

### Четвертий сезон
«Вояджер» розробляє зброю проти виду 8472, Колектив борґів видає в допомогу Сьому з дев'яти — кіборгізовану людську жінку. Коли борґи недотримавшись угоди намагаються асимілювати екіпаж «Вояджера», Сьому з дев'яти перетворюють назад на людину. Вона стає фахівцем з технологій борґів. Розкривається, що вид 8472 напав у відповідь на агресію борґів і з цими істотами укладається мир. Здібності Кес небезпечно зростають, вона покидає борт, але на прощання переносить корабель крізь територію Колективу. В квадранті діє імперія кренімів, яка змінює історію для власної вигоди. «Вояджер» руйнує часову зброю, чим відвертає зникнення багатьох цивілізацій та власний скрутний стан.
Пошуки дому тривають вже 5 років. Подорожуючи галактикою, «Вояджер» стикається з хіроджинами, цивілізація яких заснована на полюванні. Хіроджини намагаються захопити корабель, але їх вдається подолати. «Вояджер» завдяки стародавній комунікаційній мережі, знайденій хіроджинами, отримує послання від Зоряного флоту Федерації планет. Флот присилає на допомогу корабель, однак це виявляється обманом, підлаштованим вцілілим з місцевої цивілізації, яка пала внаслідок угоди між «Вояджером» і борґами. Та з корабля вдається зняти технології сліпстрім-рушія, що скорочують шлях.

### П'ятий сезон
Корабель зустрічає нові пригоди. Завдяки втручанню з майбутнього екіпаж запобігає аварії «Вояджера» та скорочує політ на 10 років. Сьома з дев'яти постає перед вибором лишитися людиною, або ж повернутися в Колектив борґів. Екіпаж добуває ворожу трансварпову котушку — пристрій для прискорених польотів. Це заощаджує ще 16 років. «Вояджер» натрапляє на судно Федерації «Еквінокс», що зазнає атаки нуклеогенних форм життя. Виявляється, екіпаж використовував ці форми життя як паливо для прискорення польоту, тож використати їх для повернення в Альфа-квадрант буде аморальним.

### Шостий сезон
З нуклеогенними істотами укладається мир, але доводиться пожертвувати «Еквіноксом», екіпаж якого переходить на «Вояджер». Корабель знаходить мережу міжпросторових коридорів. На Землі тим часом розпочинається проект «Слідопит» з пошуків «Вояджера». В результаті встановлюється короткочасний зв'язок, корабель передає Зоряному флоту зібрані дані, а отримує інформацію про вдосконалення двигунів. «Вояджер» стає причиною розвитку цивілізації, що живе в прискореному часі. На шляху знову з'являються борґи. Розробляється спосіб заразити Колектив вірусом, але спроба використати його провалюється. Джейнвей, Тувок і Б'Еланна опиняються в полоні.

### Сьомий сезон
Вірус успішно діє, змушуючи борґів від'єднуватися від Колективу, стаючи окремими індивідами. Королева борґів починає знищувати заражених. Тувок виконує приховану програму, щоб підняти бунт «Макі», та його вдається отямити. Хіроджини відтворюють технологію голограм, які повстають проти творців. «Вояджер» потрапляє до аномалії, звідки вибирається, об'єднавши зусилля з іншими потерпілими суднами. Налаштовується постійний контакт з Альфа-квадрантом.
Після 23-х років польоту «Вояджер» повертається до Землі. На 10-у річницю цієї події Джейнвей вирішує змінити історію, щоб уникнути загибелі дорогих їй людей та полегшити долю «Вояджера». Вона користується технологіями свого часу для прибуття на корабель. «Вояджер» в цей час знаходить центр транспортної трансварпової мережі борґів, звідки за лічені хвилини можливо потрапити в Альфа-квадрант. Але ризик надто великий і в оригінальній історії капітан не наважилася скористатися цією нагодою. Джейнвей з майбутнього укладає з Королевою борґів угоду: вона ділиться знаннями майбутнього, а борґи пропускають «Вояджер» додому. Королева не дотримується обіцянки та асимілює Джейнвей, проте це виявляється заздалегідь спланованою пасткою. В самому центрі Колективу швидко поширюється руйнівний вірус, трансварпова мережа починає руйнуватися. Джейнвей з майбутнього гине, а її молодша версія спрямовує «Вояджер» до Альфа-квадранта. Залишки ворожих сил летять навздогін, але їх знищує флот Альфа-квадранта. Після 7-ирічного польоту «Вояджер» опиняється вдома.

## Список персонажів

Гаррі Кім, Сьома з дев'яти, Лікар, Нілікс, Кетрін Джейнвей, Чакоте, Б'Еланна Торрес, Том Паріс і Тувок

| Персонаж                        | Актор                 | Біологічний вид/цивілізація | Ранг                         | Посада                                                    |
| ------------------------------- | --------------------- | --------------------------- | ---------------------------- | --------------------------------------------------------- |
| Кетрін Джейнвей                 | Кейт Малгрю           | людина                      | капітан                      | командувач-офіцер                                         |
| Чакотай                         | Роберт Белтран        | людина                      | лейтенант-командер           | перший офіцер                                             |
| Тувок                           | Тім Расс              | вулканець                   | лейтенант лейтенант-командер | другий офіцер, глава служби безпеки, тактичний офіцер     |
| Б'Еланна Торрес                 | Роксанна Доусон       | напів-клінгон, напів-людина | лейтенант                    | головний інженер                                          |
| Том Періс                       | Роберт Дункан Макнейл | людина                      | лейтенант енсін лейтенант    | пілот, заступник лікаря                                   |
| Гаррі Кім                       | Гаррет Ван            | людина                      | молодший лейтенант           | офіцер-операціоніст                                       |
| Лікар                           | Роберт Пікардо        | голограма Федерації планет  | рангу не має                 | головний лікар                                            |
| Нілікс                          | Етан Філіпс           | талаксіанин                 | член екіпажу                 | шеф-кухар і самоназваний офіцер з підтримки бойового духу |
| Кес                             | Дженніфер Лієн        | окампо                      | член екіпажу                 | асистент доктора/емпат                                    |
| Сьома з дев'яти (Енніка Гансен) | Джері Райан           | борґ, кіборгізована людина  | член екіпажу                 | фахівець з технологій борґів, астрометрик, інженер        |

## Сезони
| Сезон | Епізоди | Епізоди | Оригінальний показ | Оригінальний показ |
| Сезон | Епізоди | Епізоди | Перший показ       | Останній показ     |
| ----- | ------- | ------- | ------------------ | ------------------ |
| 1     | 16      | 16      | 16 січня 1995      | 22 травня 1995     |
| 2     | 26      | 26      | 28 серпня 1995     | 20 травня 1996     |
| 3     | 26      | 26      | 4 вересня 1996     | 21 травня 1997     |
| 4     | 26      | 26      | 3 вересня 1997     | 20 травня 1998     |
| 5     | 26      | 26      | 14 жовтня 1998     | 26 травня 1999     |
| 6     | 26      | 26      | 22 вересня 1999    | 24 травня 2000     |
| 7     | 26      | 26      | 4 жовтня 2000      | 23 травня 2001     |

## Сприйняття
Агрегатор відгуків Rotten Tomatoes надає середній рейтинг 76 % схвальних відгуків критиків. Metacritic ставить серіалу «Зоряний шлях: Вояджер» оцінку 66 зі 100, що свідчить про «загалом схвальні відгуки».
У 2019 році журнал Popular Mechanics поставив «Зоряний шлях: Вояджер» на 36-е місце серед найкращих науково-фантастичних телесеріалів усіх часів. У 2017 році Vulture поставив «Зоряний шлях: Вояджер» на 4-е місце серед найкращих телесеріалів за «Зоряним шляхом».
Попри високі оцінки критиків серед багатьох фанатів «Зоряного шляху» «Вояджер» вважається найгіршим серіалом. Серед головних недоліків — епізодичний формат, де дії, вжиті в кожному окремому епізоді, мали дуже мало глобальних наслідків. Неоднозначні чи вимушено злочинні вчинки Джейнвей не відбивалися на стосунках персонажів або її подальших діях. У цьому серіал контрастує з «Глибоким космосом 9», де капітан Сіско був обтяженим травмою та ніс наслідки своїх морально неоднозначних, але необхідних дій. Крім того у «Вояджері» борґів зображено значно меншою загрозою, ніж у «Наступному поколінні» і екіпаж «Вояджера» самотужки долає їх, зазнаючи неспівмірно менших втрат, аніж герої інших серіалів за «Зоряним шляхом».